# La carovana del peccato
La carovana del peccato è un film del 1953 diretto da Pino Mercanti.
Tra i protagonisti si fa notare il giovane Domenico Modugno.

## Trama
Un uomo sta per essere trasferito al penitenziario in seguito a una condanna, ma riesce a scappare e si rifugia in una locanda. Qui fa la conoscenza con donna Angela e la sua carovana di mietitori, presentandosi come Marco. Donna Angela, sensuale e volitiva, si sente attratta da lui e, per vincere la sua indifferenza, gli propone di amministrare la carovana al posto di Vanni, fidanzato con Nina, la figlia del proprietario della locanda. Una sera Marco, visibilmente ubriaco, tenta un approccio con Nina ma viene respinto. Angela intanto viene a conoscenza della sua vera identità: si tratta del dottor Vittorio Roberti, condannato per aver operato un uomo sotto l'effetto dell'alcool e averne provocato la morte. Mossa dalla gelosia, va a denunciarlo ai carabinieri ma poi si pente e cerca di scagionarlo. Durante uno scontro con dei fuorilegge, Vanni viene gravemente ferito e il medico non esita a prestargli aiuto, salvandolo; ma il suo gesto richiama l'attenzione dei carabinieri e il medico non può che riconsegnarsi alla giustizia.

## Produzione
Il film fu prodotto da Fortunato Misiano, specialista in melodrammi popolari, detti anche ''film strappalacrime: la sua casa di produzione Romana Film puntava quasi esclusivamente al pubblico delle seconde o terze visioni, ottenendo incassi enormi soprattutto se paragonati alle spese di produzione. Intervistato da Oriana Fallaci, descriveva sornione il proprio metodo: «L'importante è dare alla storia una conclusione morale. I due buoni io li faccio sempre sposa'. Il cattivo lo faccio morire se non finisce in galera. Ergastolano, s'intende...».

## Distribuzione
Il film venne distribuito nel circuito cinematografico italiano il 15 febbraio del 1953.